# Stephanie Lee
Stephanie Lee (ur. 10 sierpnia 1984) – amerykańska zapaśniczka. Ósma w mistrzostwach świata w 2010. Cztery złote medale na mistrzostwach panamerykańskich w 2004, 2006, 2008 i 2012. Pierwsza w Pucharze Świata w 2009. Najlepsza na akademickich mistrzostwach świata w 2004 i 2008 roku.